# Centrolepis minima
Centrolepis minima är en gräsväxtart som beskrevs av Thomas Kirk. Centrolepis minima ingår i släktet Centrolepis och familjen Centrolepidaceae. Inga underarter finns listade i Catalogue of Life.